# سوزي باتكوفيتش
سوزي باتكوفيتش (بالإنجليزية: Suzy Batkovic)‏ مواليد 17 ديسمبر 1980 في نيوكاسل، هي لاعبة كرة سلة أسترالية بدأت مسيرتها الاحترافية في سنة 2003. تم اختيارها من قبل فريق سياتل ستورم خلال الدرافت وتحمل الرقم 8. مثلت منتخب بلادها. شاركت في دورة الألعاب الأولمبية الصيفية سنة 2004.

## الميداليات
| الميدالية | المسابقة                                            |
| --------- | --------------------------------------------------- |
| فضية      | كرة السلة في الألعاب الأولمبية الصيفية 2004         |
| فضية      | منافسات كرة السلة في الألعاب الأولمبية الصيفية 2008 |
| برونزية   | الألعاب الأولمبية الصيفية 2012                      |

## روابط خارجية
- سوزي باتكوفيتش على موقع الاتحاد الدولي لكرة السلة (الإنجليزية)
- سوزي باتكوفيتش على موقع الاتحاد الوطني لكرة السلة النسائية (الإنجليزية)
- سوزي باتكوفيتش على موقع كرة السلة الأوروبية.كوم (الإنجليزية)
- سوزي باتكوفيتش على موقع سبورتس رفرنس (الإنجليزية)
- سوزي باتكوفيتش على موقع سبورتس رفرنس (الإنجليزية)
- سوزي باتكوفيتش على موقع اللجنة الأولمبية الدولية (الإنجليزية)
- سوزي باتكوفيتش على موقع أوليمبيديا (الإنجليزية)
- سوزي باتكوفيتش على موقع اللجنة الأولمبية الأسترالية (الإنجليزية)